# Gazolines
Pour les articles homonymes, voir Gazoline.
Les Gazolines est un groupe issu du Front homosexuel d'action révolutionnaire (FHAR) formé à Paris en 1972 et dissous en 1974. Leur nom proviendrait de la chanson Gasoline Alley de Rod Stewart.

## Historique
Le mouvement est fondé par Maud Molyneux, Patrick Bertaux et Paquita Paquin comme une « sorte de continuation du FHAR ». Parmi ses figures les plus connues, on compte Marie France — en quelque sorte la « mascotte » du groupe, même si elle n'en faisait pas partie, une sorte d'« égérie » —, Hélène Hazera, Jenny Bel'Air. Constitué de travestis et de femmes déguisées, le petit groupe se signale par sa provocation esthétique, idéologique, et ses jeux sur le genre. Son cri de ralliement est « Bite ! » Au départ, le groupe est surnommé les « Camping Gaz Girls ».
Jouant sur sa visibilité de « folles » mise en mots par Jean Genet dans Notre-Dame des Fleurs, ses membres manifestaient un humour « camp », proclamant que « le maquillage est une manière de vivre », ou encore « Prolétaires de tous les pays, caressez-vous » et « Nationalisons les usines de paillettes ! ».
Leur comportement suscita souvent le scandale, par exemple lorsque les Gazolines renversèrent un car de police lors d'une manifestation contre la destruction des Halles de Paris ou lors des funérailles du militant maoïste Pierre Overney,. 
Selon certaines féministes dont Françoise d'Eaubonne, l'outrance des Gazolines aurait amené en retour la création des Gouines rouges et l'éclatement du FHAR.
Des films comme La Banque du sperme de Philippe Genet et Pierre Chabal ou Les Intrigues de Sylvia Couski (1974) d'Adolfo Arrieta témoignent de leur vivacité et de leur impertinence.
Les Gazolines, que Marie-France définit comme un « groupe de copains », se séparent en 1974.

### Note
1. ↑  Citation extraite d'un article d'Alain Pacadis, publié dans sa rubrique White Flash à Libération sous le titre Ready for the eighties : ceux qui ont traversé les années 70 seront ceux qui traverseront les années 80, repris dans l'autobiographie de Paquin pages 90 à 91[1] : « […] elle [Paquita] fonde avec Maud Molyneux et Patrick Bertaux les Gazolines, sorte de continuation du FHAR qui évolue entre le bois de Boulogne et la Coupole. »

### Filmographie
- Armand Isnard, Les gazolines : Le groupuscule transgenre qui bouscula l'esprit de sérieux de l'après 68, Rdm Édition, 2020.